# أفيشاي ديكل
أفيشاي ديكل (بالعبرية: אבישי דקל‏) (و. 1951 – م) هو فيزيائي، وعالم فلك، وعالم فيزياء فلكية من إسرائيل.